# Sère-Lanso
Sère-Lanso ist eine französische Gemeinde mit 41 Einwohnern (Stand 1. Januar 2022) im Département Hautes-Pyrénées in der Region Okzitanien. Sie gehört zum Arrondissement Argelès-Gazost und zum Kanton Lourdes-2. 

## Lage
Sie ist umgeben von folgenden Nachbargemeinden:
|             | Les Angles                                  |                    |
| Artigues    | Kompassrose, die auf Nachbargemeinden zeigt | Arrodets-ez-Angles |
| Saint-Créac | Juncalas                                    | Cheust             |

## Bevölkerungsentwicklung

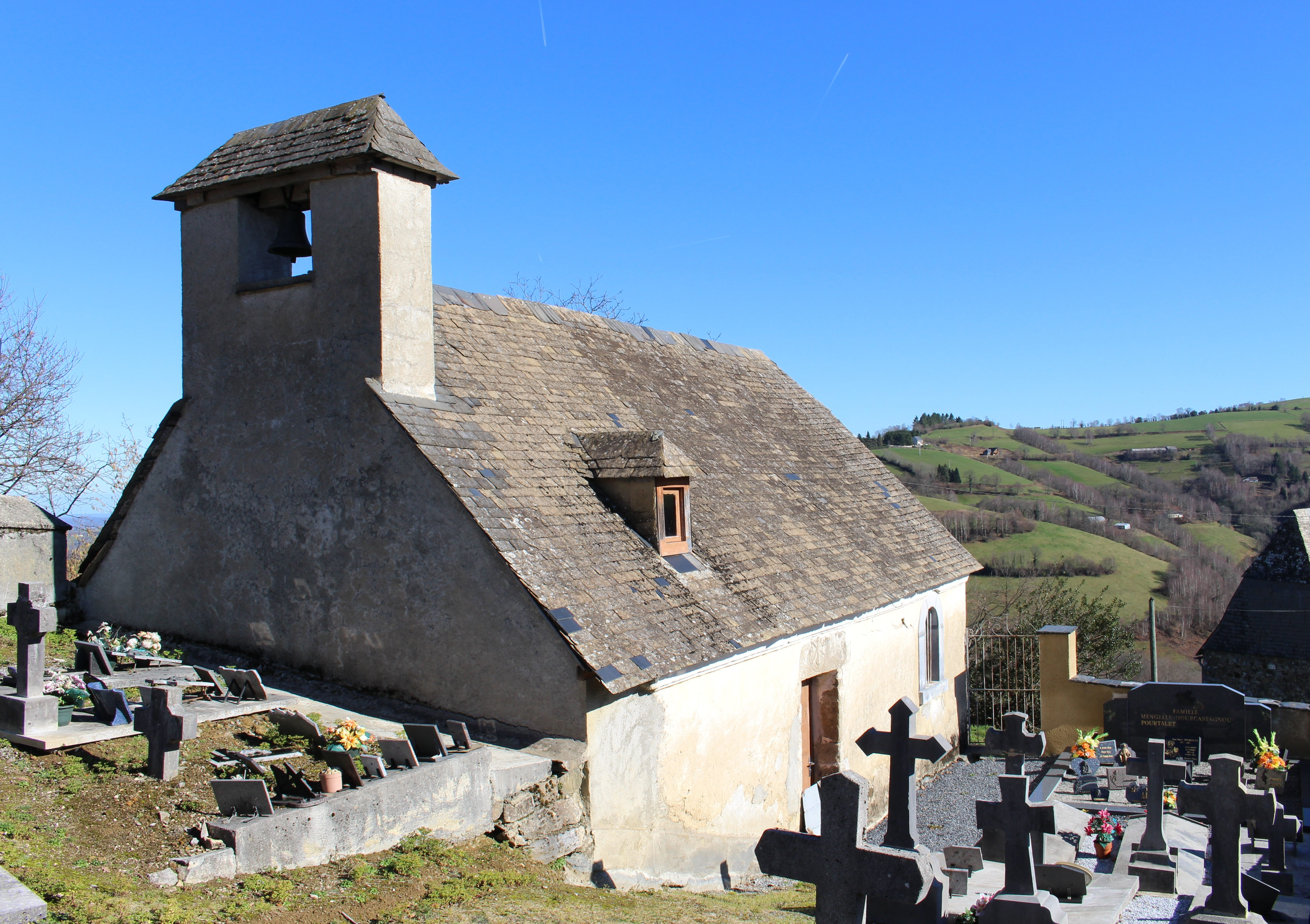
Kirche Notre-Dame de l’Assomption in Lanso

| Jahr                      | 1962 | 1968 | 1975 | 1982 | 1990 | 1999 | 2008 | 2016 |
| ------------------------- | ---- | ---- | ---- | ---- | ---- | ---- | ---- | ---- |
| Einwohner                 | 94   | 82   | 62   | 74   | 64   | 54   | 56   | 52   |
| Quelle: Cassini und INSEE |      |      |      |      |      |      |      |      |